# North Saskatchewan River
Der North Saskatchewan River (französisch Rivière Saskatchewan Nord, deutsch Nord Saskatchewan) ist ein Fluss im Westen Kanadas mit einer Gesamtlänge von 1287 km.

## Flusslauf
Er entspringt in den Rocky Mountains und fließt durch die Provinz Alberta bis ins Zentrum der Provinz Saskatchewan, wo er sich an den Saskatchewan River Forks mit dem South Saskatchewan River zum Saskatchewan River vereinigt.
Der Ursprung des Flusses wird durch Gletscher der Rocky Mountains gespeist. Er liegt in 1800 Metern Höhe am Fuße des Saskatchewan-Gletschers im Columbia-Eisfeld. Der Fluss schneidet ein tiefes und breites Flusstal in die Prärie und führt, wie die meisten Prärieflüsse, eine hohe Menge an Schwemmmaterial mit sich. Er vereinigt sich mit dem South Saskatchewan River etwa 40 km östlich von Prince Albert.
Die größten Orte und Städte am North Saskatchewan River sind Drayton Valley, Edmonton (die Hauptstadt von Alberta), Fort Saskatchewan und das Saddle-Lake-Indianerreservat. Der Fluss spielte eine wichtige Rolle bei der Erschließung des Westens von Kanada und ist seit 1989 ein Canadian Heritage River. Zwischen den 1820er und 1840er Jahren folgte der York Factory Express, eine Handelsroute der Hudson’s Bay Company zwischen der York Factory an der Hudson Bay und dem Fort Vancouver im Columbia District, Streckenweise dem Fluss.
Siehe auch: Liste der längsten Flüsse der Erde